# Okkultisme
Okkultisme er læren om, eller dyrkelsen af såkaldt okkult viden. Ordet "okkult" kommer af latin occultus "skjult, hemmeligt". Betydningen ligger tæt opad esoterisme, der er af græsk oprindelse.
Iflg. okkultister kan grunden til hemmeligholdelse være 
- At en bestemt viden eller kunnen kan være farlig for den ukyndige.
- At det kan give en magt, som man ikke ønsker at dele med andre.
- At en viden der strider mod vedtagne dogmer kan være farlig for okkultisten.

Okkultismens hemmeligholdte viden vil desuden angå 
- bestemte forhold og omstændigheder i verden
- bestemte teknikker til at påvirke forhold i verden eller blot for at komme i kontakt med det guddommelige

## Betydning
Okkultisme omfatter – i teosofien – metafysiske planer, kræfter og bevidsthedstilstande. I dag bruges ordet okkultisme som betegnelse for de ”hemmelige videnskaber”, fordi denne viden er skjult eller hemmeligholdt, ofte af ordener og loger. H.P. Blavatsky definerede okkultisme som “studiet af den guddommelige tanke i naturen”.
Studiet af de okkulte lærdomme kræver (ifl. visse okkultister) både viden om visse livsværdier, et uselvisk liv og en høj moral, da de ellers meget let kan vendes til sort magi, og store dele af okkultismen vil derfor kun være tilgængelige for dem, der har bestået visse prøvelser og indvielser.

## Den vestlige okkultismes vigtigste indhold
Den vestlige okkultisme består af følgende grundelementer
- Animistisk, symbolsk essentialisme", dvs. den forestilling, at ting og omstændigheder påvirkes eller styres af særlige usynlige væsener i verden og af en særlig ladethed med symbolsk betydning. Fx antages stjernebilledet Løven at være ladet med en særlig løve-agtig karakter, som kan påvirke andre ting hen imod det løveagtige, hvis de kommer under indflydelse af Løven.
- Omfattende korrespondenser, dvs. den forestilling, at omtrent alt i den fysiske og åndelige verden er gennemvævet af usynlige sammenhænge kaldet korrespondenser. Disse sammenhænge er enten positive, dvs. sympatiske (tiltrækkende) eller negative, dvs. antipatiske (dvs. frastødende. Fx antager en del okkulte traditioner, at der hersker en sympatisk korrespondens mellem alle forekomster af metallet kviksølv, ugedagen onsdag og planeten Merkur. Mikro-makro-sammenhæng, dvs. den forestilling, at omstændighederne i det store univers (makrokosmos) afspejler sig i det enkelte individ (mikrokosmos). "Som foroven, således også forneden", som et berømt okkult dictum erklærer.
- Transmutation, dvs. den forestilling, at okkultisten er i stand til via hemmelige teknikker at forvandle ting.

"Fysisk påvirkelig imagination, dvs. den forestilling, at okkultisten ved at forestille sig ting (og via viljestyrke, karakter og diverse ritualer og påkaldelser) kan gøre denne ting fysisk virkelig.
- Nyplatonsk metafysik, idet verdensbilledet i høj grad hvilker på Plotins nyplatonske forestillinger.
- Sammenkogning, idet okkultismen ganske ofte sammenfører elementer fra vidt forskellige sammenhænge – fx vestlig og indisk religiøsitet eller videnskabelig, teknisk og spirituel tankemåde – og blander dem sammen.[1]
- Transmission via initiation, dvs. forestillingen, at de ældgamle okkulte sandheder formideles ved, at en ny okkultist udvælges og uddannes af en gammel okkultist, der således "transmitterer" den gamle lærdom videre.

## Den vestlige okkultismes historie
Den vestlige okkultisme har rod i de såkaldte hermetiske tradtioner – såsom Corpus Hermeticum – fra antikkens hellenistiske områder, ikke mindst Ægypten. De gnostiske og okkult-magiske pointer i hermetikken var dog i klar modvind i forhold til Kirkens interesse, idet kirken normalt opfattede okkultisme som noget, der var allieret med Djævelen.
I 1500-tallet fik nyplatonismen og den hermiske okkkultisme dog en mindre renæssance. Og med det nysgerrige borgerskabs fremkomst i 1700-tallet opstod snart alskens okkulte foreninger som de såkaldte rosenkreuzere. Det var dog i 1800-tallets Paris, London og New York, at Vestens okkultisme fik sin nuværende skikkelse. I Paris og London opstod alskens okkulte grupper som fx det britiske "The Hermetic Order of the Golden Dawn", som i høj grad fokuserede på astrologien, tarot-kort, teurgien og rituel magi. Men midt i 1800-tallet fremkom en åndelig revolution i form af den såkaldte spiritisme og den hertil knyttede spiritualistiske metafysik. Her blev fx kunsten at kommunikere med ånder og klarsyn indoptaget i den tradtionelle okkultisme. Og denne trend blev konsolideret, da Helena Blavatsky og Oberst Olcott i 1875 etablerede Teosofisk Selskab, som har mikset vestlig (hermetisk) og indisk (tantrisk ) buddhisme.
Især fra og med 68-oprøret slog en ret diffus okkultisme igennem i store dele af Vesten i form af den såkaldte "nyåndelihged" eller "new age". Denne nye åndelighed er i høj grad inspireret af teosofien.

## Kendte okkultister
- H.P. Blavatsky
- Eliphas Levi
- Rudolf Steiner
- Dion Fortune
- Aleister Crowley
- Giordano Bruno
- Paracelsus
- John Dee